# Daimí Pernía
Daimí Pernía Figueroa (La Palma, Pinar del Río, 27 de dezembro de 1976) é uma antiga atleta cubana, especialista de 400 metros com barreiras. Foi campeã mundial em 1999 com a marca de 52.89 s. Esta marca, que é recorde nacional cubano, coloca a atleta como a 13ª melhor de todos os tempos (no final da época de 2013).
Antiga praticante de basquetebol nos tempos do liceu, Pernía iniciou-se no atletismo, como corredora de 400 metros rasos e foi nesta modalidade que participou nos Campeonatos Mundiais de Juniores de 1994, em Lisboa, onde não passou das semi-finais.